# Planzolles
Planzolles est une commune française, située dans le département de l'Ardèche en région Auvergne-Rhône-Alpes.
Ses habitants sont appelés les Planzollais.

## Géographie

### Situation et description
Planzolles est un petit village à l'aspect essentiellement de la partie méridionale de l'Ardèche et rattaché à la communauté de communes du Pays Beaume-Drobie, dont le siège est fixé à Joyeuse, commune située à proximité du bourg.

### Communes limitrophes
Planzolles est limitrophe de quatre communes, toutes situées dans le département de l'Ardèche et réparties géographiquement de la manière suivante :

### Climat
Pour des articles plus généraux, voir Climat d'Auvergne-Rhône-Alpes et Climat de l'Ardèche.
En 2010, le climat de la commune est de type climat méditerranéen franc, selon une étude du CNRS s'appuyant sur une série de données couvrant la période 1971-2000. En 2020, Météo-France publie une typologie des climats de la France métropolitaine dans laquelle la commune est exposée à un climat de montagne ou de marges de montagne et est dans une zone de transition entre les régions climatiques « Provence, Languedoc-Roussillon » et « Sud-est du Massif Central ».
Pour la période 1971-2000, la température annuelle moyenne est de 11,8 °C, avec une amplitude thermique annuelle de 17 °C. Le cumul annuel moyen de précipitations est de 1 318 mm, avec 8,2 jours de précipitations en janvier et 4,7 jours en juillet. Pour la période 1991-2020, la température moyenne annuelle observée sur la station météorologique de Météo-France la plus proche, « Lablachère Drome », sur la commune de Lablachère à 5 km à vol d'oiseau, est de 13,5 °C et le cumul annuel moyen de précipitations est de 1 142,0 mm,. Pour l'avenir, les paramètres climatiques de la commune estimés pour 2050 selon différents scénarios d'émission de gaz à effet de serre sont consultables sur un site dédié publié par Météo-France en novembre 2022.

### Hydrographie
Le territoire de la commune est arrosé par l'Alune.

### Voies de communication
Le territoire de la commune est traversé par une route départementale, la RD4.

## Urbanisme

### Typologie
Au 1er janvier 2024, Planzolles est catégorisée commune rurale à habitat dispersé, selon la nouvelle grille communale de densité à 7 niveaux définie par l'Insee en 2022.
Elle est située hors unité urbaine et hors attraction des villes,.

### Occupation des sols
L'occupation des sols de la commune, telle qu'elle ressort de la base de données européenne d’occupation biophysique des sols Corine Land Cover (CLC), est marquée par l'importance des forêts et milieux semi-naturels (82,7 % en 2018), une proportion identique à celle de 1990 (82,7 %). La répartition détaillée en 2018 est la suivante : 
forêts (75,4 %), prairies (17,3 %), milieux à végétation arbustive et/ou herbacée (7,3 %).
L'évolution de l’occupation des sols de la commune et de ses infrastructures peut être observée sur les différentes représentations cartographiques du territoire : la carte de Cassini (XVIIIe siècle), la carte d'état-major (1820-1866) et les cartes ou photos aériennes de l'IGN pour la période actuelle (1950 à aujourd'hui).

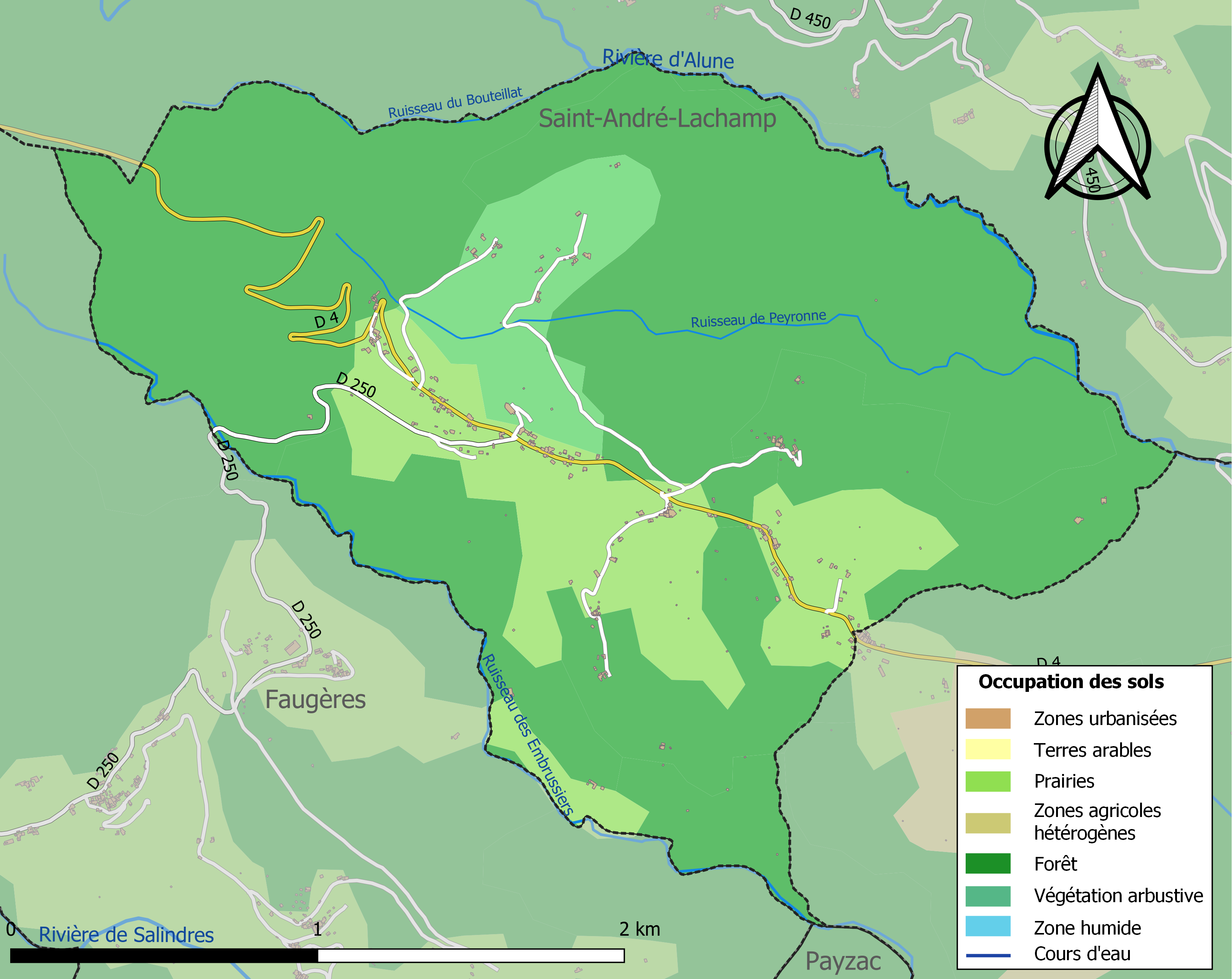
Carte des infrastructures et de l'occupation des sols de la commune en 2018 (CLC).

### Lieux-dits, hameaux et écarts
Planzolles est principalement construite sur une ligne de crête (route départementale 4) qui traverse le village de part en part : Le Rouvier.

### Risques naturels

#### Risques sismiques
L'ensemble du territoire de la commune de Planzolles est situé en zone de sismicité no 2 (sur une échelle de 5), comme la plupart des communes situées sur le plateau et la montagne ardéchoise, mais en bordure occidentale de la zone no 3.
| Type de zone | Niveau           | Définitions (bâtiment à risque normal) |
| ------------ | ---------------- | -------------------------------------- |
| Zone 2       | Sismicité faible | accélération = 1,1 m/s2                |

## Histoire
La révolution de 1848 est bien accueillie à Planzolles, les habitants en profitent pour contester leur maire et demander sa révocation.

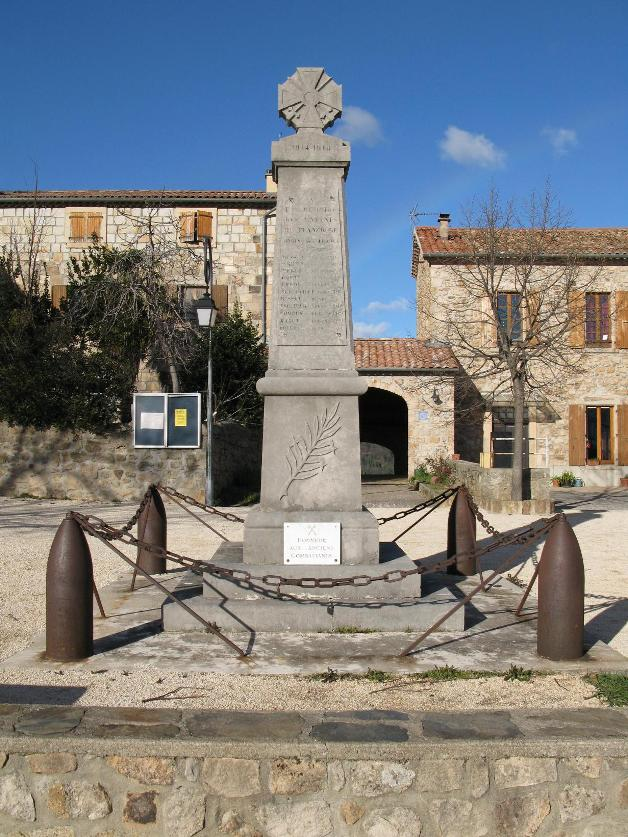
Mmplanzolles

## Politique et administration

### Tendances politiques et résultats
En mars 2014 un seul tour a suffi à l'élection des conseillers municipaux.

### Liste des maires
| Période                                  | Période                   | Identité             | Étiquette | Qualité                                         |
| ---------------------------------------- | ------------------------- | -------------------- | --------- | ----------------------------------------------- |
| Les données manquantes sont à compléter. |                           |                      |           |                                                 |
| mars 2001                                | mars 2008                 | Charles Reboul       |           |                                                 |
| mars 2008                                | En cours (au 6 août 2020) | Christophe Deffreix, | DVG       | Artisan, Président de la Communauté de communes |

## Population et société

### Démographie
L'évolution du nombre d'habitants est connue à travers les recensements de la population effectués dans la commune depuis 1793. Pour les communes de moins de 10 000 habitants, une enquête de recensement portant sur toute la population est réalisée tous les cinq ans, les populations de référence des années intermédiaires étant quant à elles estimées par interpolation ou extrapolation. Pour la commune, le premier recensement exhaustif entrant dans le cadre du nouveau dispositif a été réalisé en 2004.

En 2022, la commune comptait 162 habitants, en évolution de +27,56 % par rapport à 2016 (Ardèche : +2,48 %, France hors Mayotte : +2,11 %).
| 1793 | 1800 | 1806 | 1821 | 1831 | 1836 | 1841 | 1846 | 1851 |
| ---- | ---- | ---- | ---- | ---- | ---- | ---- | ---- | ---- |
| 400  | 340  | 409  | 445  | 449  | 452  | 455  | 467  | 478  |

| 1856 | 1861 | 1866 | 1872 | 1876 | 1881 | 1886 | 1891 | 1896 |
| ---- | ---- | ---- | ---- | ---- | ---- | ---- | ---- | ---- |
| 442  | 450  | 427  | 380  | 360  | 350  | 347  | 342  | 326  |

| 1901 | 1906 | 1911 | 1921 | 1926 | 1931 | 1936 | 1946 | 1954 |
| ---- | ---- | ---- | ---- | ---- | ---- | ---- | ---- | ---- |
| 324  | 303  | 267  | 242  | 225  | 195  | 192  | 193  | 166  |

| 1962 | 1968 | 1975 | 1982 | 1990 | 1999 | 2004 | 2006 | 2009 |
| ---- | ---- | ---- | ---- | ---- | ---- | ---- | ---- | ---- |
| 116  | 85   | 83   | 74   | 96   | 121  | 125  | 131  | 138  |

| 2014 | 2019 | 2022 | - | - | - | - | - | - |
| ---- | ---- | ---- | - | - | - | - | - | - |
| 130  | 153  | 162  | - | - | - | - | - | - |

### Enseignement
La commune est rattachée à l'académie de Grenoble.

### Médias
La commune est située dans la zone de distribution de deux organes locaux de la presse écrite :
- L'Hebdo de l'Ardèche

Il s'agit d'un journal hebdomadaire français basé à Valence et couvrant l'actualité de tout le département de l'Ardèche.
- Le Dauphiné libéré

Il s'agit d'un journal quotidien de la presse écrite française régionale distribué dans la plupart des départements de l'ancienne région Rhône-Alpes, notamment l'Ardèche. La commune est située dans la zone d'édition d'Aubenas-Privas-Vallée du Rhône.
Ici Drôme Ardèche est la radio publique locale couvrant le territoire de la commune et de l’ensemble du département.

### Cultes
L'église paroissiale et les membres de la communauté catholique de la commune de Planzolles sont rattachés à la paroisse Sainte Thérèse des Cévennes, elle-même rattachée au diocèse de Viviers.

## Culture locale et patrimoine

### Lieux et monuments

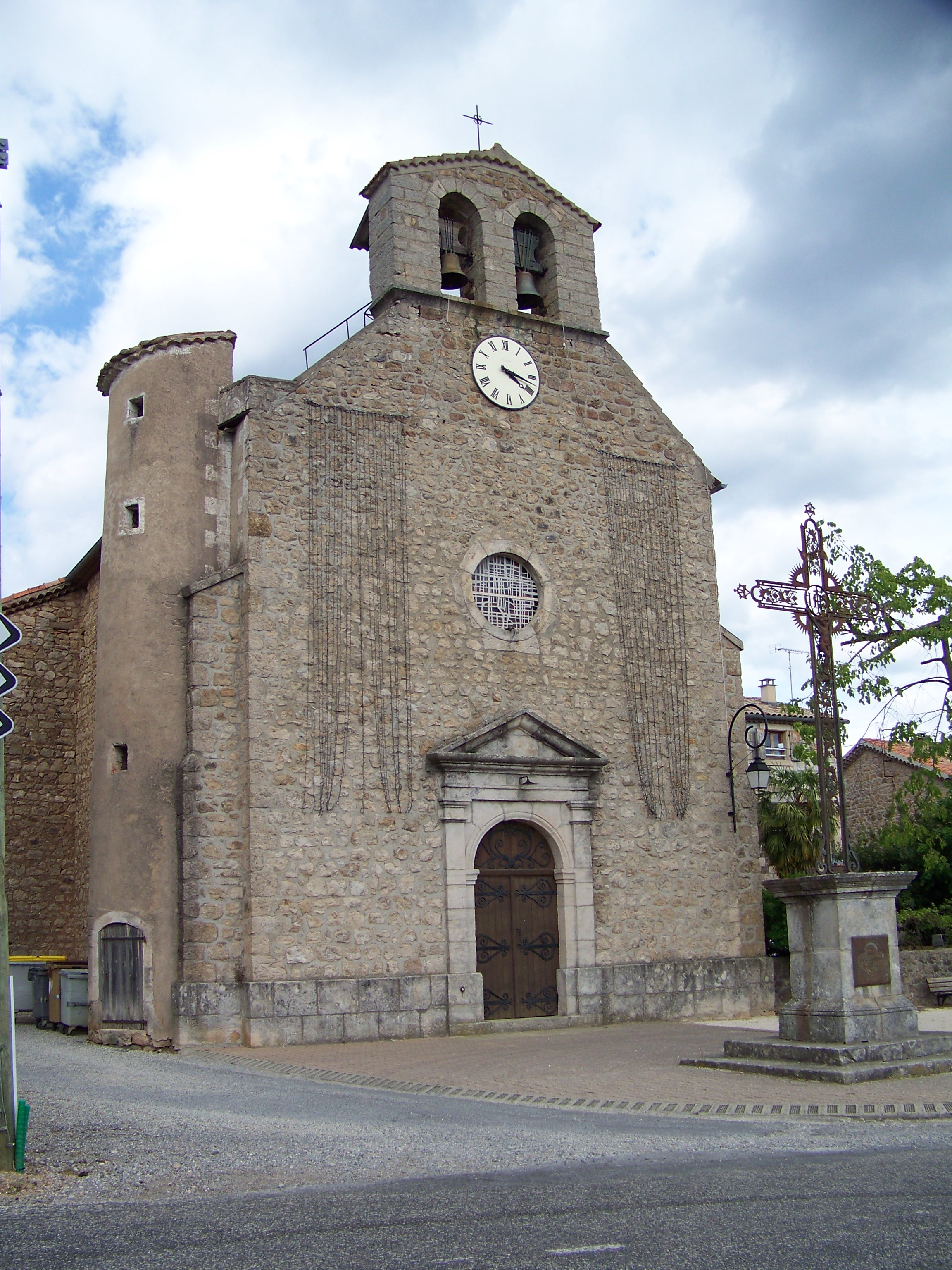
Église de Planzolles.

- Le château de Valoubières, propriété privée. Ne se visite pas.
- Le hameau de Chabrolières, ancienne propriété du conventionnel Garilhe. D'après Albin Mazon ce bâtiment aurait été une chapelle appartenant soit à l'abbaye de Mazan, soit à l'abbaye des Chambons[25].
- Église Saint-Pierre-aux-Liens de Planzolles.

### Personnalités liées à la commune
Jean Joseph Augustin Deschanel, né à Planzolles en 1844, est l'ancêtre direct des actrices Emily et Zooey Deschanel.

### Héraldique
|  | Planzolles possède des armoiries dont l'origine et le blasonnement exact ne sont pas disponibles. |